# Warum warten?
Warum warten? (japanisch はやくしたいふたり Hayaku Shitai Futari) ist eine Manga-Serie von Aki Kusaka aus den Jahren 2020 bis 2022. Die romantische Geschichte über ein sehr ungleiches Schülerpaar wurde unter anderem ins Deutsche übersetzt.

## Inhalt
Auf den täglichen Wegen zu ihren Schulen haben sich Yuri Hasagawa und Keiichiro Katsuragi kennengelernt und schließlich gesteht Yuri ihre Liebe, die sogar erwidert wird. Doch als sie ihre Beziehung weiter vorantreiben will, blockt ihr Freund ab. Der Schüler einer Eliteschule ist Erbe einer bekannten Politikerfamilie, in der körperliche Beziehungen unter 18 Jahren tabu sind. Für den zurückhaltenden Jungen ist Tradition wichtig und so will er sich daran auch halten. Er hält seine Freundin daher auf Abstand, auch wenn er selbst ungeduldig ist. So muss die aufgeweckte Yuri jede Gelegenheit nutzen, um Keiichiro näher zu kommen und nahe zu sein. Für sie persönlich und auch die anderen an ihrer Schule spielt Tradition keine Rolle. Auch wenn Keiichiro ihr verspricht, alles mitzumachen, wenn er nur noch etwas älter ist, belastet Yuri die Situation. Denn ihre Mitschülerinnen hatten alle schon Sex. Sie merkt aber auch, wie sehr sie an Keiichiro hängt.

## Veröffentlichung
Der Manga erschien zunächst in einzelnen Kapiteln im Magazin Margaret. Dort startete er im Mai 2020 und wurde im November 2022 abgeschlossen. Die Kapitel erschienen danach bei Shūeisha gesammelt in neun Bänden. Eine deutsche Fassung wird seit Dezember 2024 von Tokyopop in bisher drei Bänden herausgegeben (Stand Juni 2025). Die Übersetzung stammt von Michael Jürges. Auf Englisch erscheint die Serie bei Viz Media und auf Französisch bei Soleil.